# Promozione Basilicata 1988-1989
Nella stagione 1988-1989 la Promozione era sesto livello del calcio italiano (il massimo livello regionale). Qui vi sono le statistiche relative al campionato in Basilicata.
Il campionato è strutturato in vari gironi all'italiana su base regionale, gestiti dai Comitati Regionali di competenza. Promozioni alla categoria superiore e retrocessioni in quella inferiore non erano sempre omogenee; erano quantificate all'inizio del campionato dal Comitato Regionale secondo le direttive stabilite dalla Lega Nazionale Dilettanti, ma flessibili, in relazione al numero delle società retrocesse dal Campionato Interregionale e perciò, a seconda delle varie situazioni regionali, la fine del campionato poteva avere degli spareggi sia di promozione che di retrocessione.

## Squadre partecipanti
| Club                              | Città (provincia)       | Stadio | Stagione precedente                |
| --------------------------------- | ----------------------- | ------ | ---------------------------------- |
| S.S. Avigliano                    | Avigliano (PZ)          |        |                                    |
| Pol. Picerno                      | Picerno (PZ)            |        | 11º posto in Promozione Basilicata |
| A.S. Corleto                      | Corleto Perticara (PZ)  |        |                                    |
| A.S. Forastiere Calcio            | Senise (PZ)             |        |                                    |
| A.S. Genzano                      | Genzano di Lucania (PZ) |        |                                    |
| F.C. Maratea                      | Maratea (PZ)            |        |                                    |
| F.C. Matera                       | Matera                  |        |                                    |
| Pol. Michelino De Bonis           | Pietragalla (PZ)        |        |                                    |
| Pol. Moliterno                    | Moliterno (PZ)          |        |                                    |
| A.S. Murese                       | Muro Lucano (PZ)        |        |                                    |
| Pol. Pisticci                     | Pisticci (MT)           |        |                                    |
| Pol. Popolare Pescopagano Invicta | Potenza                 |        |                                    |
| Pol. Real Genzano                 | Genzano di Lucania (PZ) |        |                                    |
| A.P. Rotondella                   | Rotondella (MT)         |        |                                    |
| U.S. Scanzano                     | Scanzano Jonico (MT)    |        |                                    |
| A.S. Tramutola                    | Tramutola (PZ)          |        |                                    |
| A.S. Tricarico                    | Tricarico (MT)          |        |                                    |
| A.C. Vallenoce Lauria             | Lauria (PZ)             |        |                                    |

## Classifica finale
|  | Pos. | Squadra             | Pt      | G  | V  | N  | P  | GF | GS  | DR  |
|  | ---- | ------------------- | ------- | -- | -- | -- | -- | -- | --- | --- |
|  | 1.   | Pisticci            | 55      | 32 | 23 | 9  | 0  | 59 | 9   | +50 |
|  | 2.   | Moliterno           | 54      | 32 | 22 | 10 | 0  | 69 | 11  | +58 |
|  | 3.   | Pescopagano Invicta | 40      | 32 | 14 | 12 | 6  | 50 | 20  | +30 |
|  | 4.   | Picerno             | 38      | 32 | 16 | 6  | 10 | 47 | 32  | +15 |
|  | 5.   | Scanzano            | 38      | 32 | 13 | 12 | 7  | 47 | 25  | +22 |
|  | 6.   | Vallenoce Lauria    | 38      | 32 | 13 | 12 | 7  | 55 | 37  | +18 |
|  | 7.   | Tramutola           | 35      | 32 | 12 | 11 | 9  | 39 | 33  | +6  |
|  | 8.   | Genzano (-1)        | 31      | 32 | 11 | 10 | 11 | 42 | 38  | +4  |
|  | 9.   | Michelino De Bonis  | 30      | 32 | 9  | 12 | 11 | 34 | 39  | -5  |
|  | 10.  | Tricarico           | 28      | 32 | 9  | 10 | 13 | 34 | 38  | -4  |
|  | 11.  | Murese              | 27      | 32 | 8  | 11 | 13 | 39 | 54  | -15 |
|  | 12.  | Real Genzano        | 24      | 32 | 6  | 12 | 14 | 39 | 42  | -3  |
|  | 13.  | Corleto (-1)        | 24      | 32 | 9  | 7  | 16 | 44 | 66  | -22 |
|  | 14.  | Avigliano           | 23      | 32 | 6  | 11 | 15 | 22 | 43  | -21 |
|  | 15.  | Maratea (-1)        | 23      | 32 | 7  | 10 | 15 | 32 | 49  | -17 |
|  | 16.  | Forastiere (-3)     | 20      | 32 | 9  | 5  | 18 | 34 | 58  | -24 |
|  | 17.  | Rotondella (-2)     | 8       | 32 | 3  | 4  | 25 | 19 | 111 | -92 |
|  | ---. | Matera              | Escluso | -- | -- | -- | -- | -- |     | 0   |